# Каролина Ријечка
Каролина Ријечка је југословенски филм из 1961. године. Режирао га је Владимир Погачић, а сценарио је писао Звонимир Берковић.

## Радња
Да би онемогућили опстанак трупа Наполеонове војске, енглески бродови се спремају да бомбардују Ријеку. Каролина жели да помогне свом граду и одлази на адмиралски брод, али њен шарм не може да постигне било какав резултат код старог адмирала. Наговоривши свога мужа на трговачку трансакцију са адмиралом, Каролина ипак спречава бомбардовање Ријеке.

## Улоге
| Глумац               | Улога         |
| -------------------- | ------------- |
| Ен Обри              | Каролина      |
| Никола Поповић       | градоначелник |
| Антун Налис          | Андра         |
| Бари Џоунс           |               |
| Карло Булић          |               |
| Бернард Ла Жариг     |               |
| Мића Орловић         |               |
| Хермина Пипинић      | Марија        |
| Миодраг Поповић Деба |               |
| Тито Строци          |               |

Комплетна филмска екипа  ▼
| Редитељ                   | Владимир Погачић    |                                  |
| Сценариста                | Звонимир Берковић   |                                  |
| Сценариста                | Драго Герваис       | (новела)                         |
| Продуцент                 | Младен Тодић        | извршни продуцент                |
| Композитор                | Бојан Адамич        |                                  |
| Директор фотографије      | Милорад Марковић    |                                  |
| Монтажер                  | Катарина Стојановић |                                  |
| Сценограф                 | Никола Радановић    |                                  |
| Костимограф               | Мира Глишић         |                                  |
| Одсек за шминку           | Драгица Миливојевић | шминкерка                        |
| Одсек за шминку           | Зорица Рандић       | шминкерка (као Зорица Костелник) |
| Менаџер продукције        | Сретен Јовановић    | директор филма                   |
| Менаџер продукције        | Властимир Јовановић | помоћник директора филма         |
| Помоћник режије           | Жарко Пешић         | други помоћник редитеља          |
| Помоћник режије           | Здравко Рандић      | први помоћник редитеља           |
| Одсек за камеру и расвету | Богољуб Петровић    | пратилац камере                  |
| Одсек за камеру и расвету | Бранко Тодоровић    | фотограф                         |
| Одсек за камеру и расвету | Витомир Величковић  | пратилац камере                  |
| Одсек за костим           | Борка Шубарановић   | гардеробер                       |
| Одсек за монтажу          | Едмонд Ричард       | консултант за боју               |
| Одсек за монтажу          | Љерка Станојевић    | асистент монтажера               |